# KF Drita Gnjilane
KF Drita Gnjilane (alb. Klubi Futbollistik Drita Gjilan, serb. cyr. Фудбалски клуб Дрита Гњилане) – kosowski klub piłkarski, mający siedzibę w mieście Gnjilane, na wschodzie kraju.

## Historia
Chronologia nazw:
- 1947: KF Drita
- 1952: FK Crvena Zvezda Gnjilane
- 1977: KF Drita

Klub piłkarski KF Drita został założony miejscowości Gnjilane w roku 1947. W 1952 komunistyczne władze zmieniły nazwę klubu na FK Crvena Zvezda Gnjilane. Zespół występował w niższych ligach mistrzostw Jugosławii. W 1977 przywrócił historyczną nazwę KF Drita. W latach 1978–1987 klub występował w Drugiej Lidze Kosowa, a w 1987 roku debiutował w Pierwszej lidze Kosowa, w której występuje do dziś. W 2003 roku zdobył mistrzostwo kraju. W sezonie 2004/05 zajął przedostatnie miejsce w pierwszej lidze i spadł do drugiej ligi. W sezonie 2006/07 zdobył drugie miejsce i powrócił do najwyższej ligi, która została przemianowana w międzyczasie na Superligę. Jednak już dwa lata później zaliczył kolejny spadek do Liga e Parë. W sezonie 2009/10 zajął 13.miejsce, a w następnym pierwsze i awansował do Superligi. W sezonie 2017/18 powtórzył sukces sprzed 14 lat i zagrał w europejskich pucharach w sezonie 2018/19. W rundzie wstępnej wyeliminował FC Santa Coloma i Lincoln Red Imps F.C. co pozwoliło na awans do pierwszej rundy, w której trafili na Malmö FF. Przegrali 0:3 u siebie i 0:2 na wyjeździe, odpadając z turnieju. Potem jeszcze zagrali z F91 Dudelange w eliminacjach do Ligi Europy, które zakończyły się niepowodzeniem.

## Barwy klubowe, strój
| Niebieski | Biały |

Klub ma barwy niebiesko-białe. Zawodnicy domowe spotkania zazwyczaj grają w niebieskich koszulkach z białą linią, niebieskich spodenkach oraz białych getrach.

## Sukcesy

### Trofea międzynarodowe
| \| \| Zdobyte trofea w rozgrywkach międzynarodowych (stan na: 23-05-2021) \| |                                                                     |      |          |
| Rozgrywki                                                                    | Osiągnięcie                                                         | Razy | Sezon(y) |
| · Liga Europy · (Puchar UEFA)                                                | zdobywca                                                            | –    |          |
| · Liga Europy · (Puchar UEFA)                                                | finalista                                                           | –    |          |
| · Liga Europy · (Puchar UEFA)                                                | 3.runda el.                                                         | 1    | 2020/21  |
| FIFA                                                                         | Zdobyte trofea w rozgrywkach międzynarodowych (stan na: 23-05-2021) |      |          |

### Trofea krajowe
| \| \| Zdobyte trofea w rozgrywkach Kosowa (stan na: 07-05-2025) \| |                                                           |      |                                            |
| Rozgrywki                                                          | Osiągnięcie                                               | Razy | Sezon(y)                                   |
| Mistrzostwo                                                        | I miejsce                                                 | 4    | 2002/2003, 2017/2018, 2019/2020, 2024/2025 |
| Mistrzostwo                                                        | II miejsce                                                | 3    | 1999/2000, 2020/2021, 2021/2022            |
| Mistrzostwo                                                        | III miejsce                                               | 0    |                                            |
| Puchar                                                             | zdobywca                                                  | 1    | 2000/2001                                  |
| Puchar                                                             | finalista                                                 | 2    | 2015/2016, 2021/2022                       |
| Superpuchar                                                        | zdobywca                                                  | 1    | 2018                                       |
| Superpuchar                                                        | finalista                                                 | 3    | 2001, 2003, 2020                           |
| II liga                                                            | I miejsce                                                 | 1    | 2010/2011                                  |
| II liga                                                            | II miejsce                                                | 1    | 2006/2007                                  |
| II liga                                                            | III miejsce                                               | ?    |                                            |
| Kosowo                                                             | Zdobyte trofea w rozgrywkach Kosowa (stan na: 07-05-2025) |      |                                            |

## Poszczególne sezony

### Rozgrywki międzynarodowe

#### Europejskie puchary
Legenda do wszystkich tabel:
- Q – runda eliminacyjna, 1/16, 1/8, 1/4, 1/2 – odpowiednia faza rozgrywek, Grupa – runda grupowa, 1r gr – pierwsza runda grupowa, 2r gr – druga runda grupowa, F – finał, R – runda, PO – play-off
- k. – rzuty karne, los. – losowanie, Dogr. – dogrywka, w. – zasada bramek strzelonych na wyjeździe

| Sezon   | Rozgrywki               | Runda | Klub                  | Dom            | Wyjazd         | Ogólnie        |
| ------- | ----------------------- | ----- | --------------------- | -------------- | -------------- | -------------- |
| 2018/19 | Liga Mistrzów           | PQ    | FC Santa Coloma       | 2–0 (N), Dogr. | 2–0 (N), Dogr. | 2–0 (N), Dogr. |
| 2018/19 | Liga Mistrzów           | PQ    | Lincoln Red Imps      | 4–1 (N), Dogr. | 4–1 (N), Dogr. | 4–1 (N), Dogr. |
| 2018/19 | Liga Mistrzów           | 1Q    | Malmö FF              | 0–3            | 0–2            | 0–5            |
| 2018/19 | Liga Europy             | 2Q    | F91 Dudelange         | 1–1            | 1–2            | 2–3            |
| 2020/21 | Liga Mistrzów           | PQ    | Inter Club d’Escaldes | 2–1 (N)        | 2–1 (N)        | 2–1 (N)        |
| 2020/21 | Liga Mistrzów           | PQ    | Linfield              | 0–3, w/o       | 0–3, w/o       | 0–3, w/o       |
| 2020/21 | Liga Europy             | 2Q    | Siłeks Kratowo        | 2–0 (W)        | 2–0 (W)        | 2–0 (W)        |
| 2020/21 | Liga Europy             | 3Q    | Legia Warszawa        | 0–2 (W)        | 0–2 (W)        | 0–2 (W)        |
| 2021/22 | Liga Konferencji Europy | 1Q    | Dečić Tuzi            | 2–1            | 1–0            | 3–1            |
| 2021/22 | Liga Konferencji Europy | 2Q    | Feyenoord             | 0–0            | 2–3            | 2–3            |
| 2022/23 | Liga Konferencji Europy | 1Q    | Inter Turku           | 3–0            | 0–1            | 3–1            |
| 2022/23 | Liga Konferencji Europy | 2Q    | Royal Antwerp         | 0–2            | 0–0            | 0–2            |
| 2023/24 | Liga Konferencji Europy | 2Q    | Viktoria Pilzno       | 1–2            | 0–0            | 1–2            |
| 2024/25 | Liga Konferencji        | 2Q    | Breiðablik            | 1–0            | 2–1            | 3–1            |
| 2024/25 | Liga Konferencji        | 3Q    | FK Auda               | 3–1            | 0–1            | 3–2, Dogr.     |
| 2024/25 | Liga Konferencji        | PO    | Legia Warszawa        | 0–1            | 0–2            | 0–3            |
| 2025/26 | Liga Mistrzów           | 1Q    | Differdange           | 1–0            | 3–2            | 4–2            |
| 2025/26 | Liga Mistrzów           | 2Q    | FC Kopenhaga          | 0–1            | 0–2            | 0–3            |
| 2025/26 | Liga Europy             | 3Q    | FCSB                  | 1–3            | 2–3            | 3–6            |
| 2025/26 | Liga Konferencji        | PO    | FC Differdange 03     | –              | –              | –              |

### Rozgrywki krajowe
| \| Kosowo \| Bilans występów klubu w rozgrywkach piłkarskich Kosowa (Stan na 31 maja 2019 r.) \| \| |                                                                                  |        |       |   |   |   |    |    |     |                               |        |        |      |
| Poziom                                                                                              | Rozgrywki                                                                        | Sezony | Mecze | Z | R | P | B+ | B– | Pkt | Lata                          | Awanse | Spadki | Naj. |
| I                                                                                                   | Superliga e Kosovës                                                              | 17     |       |   |   |   |    |    |     | 1999–2005, 2007–2009, od 2011 | 0      | 2      | 1    |
| II                                                                                                  | Liga e Parë e Kosovës                                                            | 4      |       |   |   |   |    |    |     | 2005–2007, 2009–2011          | 2      | 0      | 1    |
| Kosowo                                                                                              | Bilans występów klubu w rozgrywkach piłkarskich Kosowa (Stan na 31 maja 2019 r.) |        |       |   |   |   |    |    |     |                               |        |        |      |

## Piłkarze i trenerzy klubu

### Piłkarze
Stan na 18 września 2020
| Nr | Poz. | Piłkarz                 |
| -- | ---- | ----------------------- |
| 1  | BR   | Faton Maloku            |
| 2  | OB   | Enhar Cakolli           |
| 3  | OB   | Jamal Arago             |
| 4  | OB   | Fidan Gërbeshi          |
| 5  | OB   | Ardian Limani (kapitan) |
| 6  | OB   | Ardian Cuculi           |
| 7  | PO   | Hamdi Namani            |
| 8  | PO   | Ergyn Ahmeti            |
| 10 | NA   | Xhevdet Shabani         |
| 16 | PO   | Albin Krasniqi          |
| 17 | NA   | Almir Ajzeraj           |
| 18 | OB   | Ilir Blakçori           |

| Nr | Poz. | Piłkarz                                         |
| -- | ---- | ----------------------------------------------- |
| 19 | PO   | Olti Mehmeti                                    |
| 20 | PO   | Erjon Vuçaj                                     |
| 21 | PO   | Valmir Azemi                                    |
| 22 | NA   | Betim Haxhimusa                                 |
| 23 | PO   | Drilon Islami                                   |
| 24 | NA   | Kastriot Rexha                                  |
| 25 | PO   | Bujar Shabani                                   |
| 27 | PO   | Astrit Fazliu                                   |
| 77 | OB   | Vladica Brdarovski                              |
| 94 | BR   | Leutrim Rexhepi                                 |
| 97 | NA   | Festim Alidema (wypożyczony z NK Slaven Belupo) |
| 99 | BR   | Dorart Ramadani                                 |

## Struktura klubu

### Stadion
Klub rozgrywa swoje mecze domowe na stadionie Miejskim w Gnjilane, który może pomieścić 15000 widzów.

### Inne sekcje
Klub prowadzi drużyny dla dzieci i młodzieży w każdym wieku.

### Sponsorzy
- AirPrishtina

## Kibice i rywalizacja z innymi klubami

### Kibice
Kibice Drity są zjednoczeni z Skifterat (kibicami KF Gjilani).

### Rywalizacja
Największymi rywalami klubu są inne zespoły z okolic.

### Derby
- KF Gjilani